# I Fantastici Quattro (serie animata 1978)
I Fantastici Quattro (The Fantastic Four), nota anche col titolo The New Fantastic Four, è una serie televisiva a cartoni animati prodotta dalla DePatie-Freleng Enterprises nel 1978. È la seconda serie animata dedicata al quartetto dei fumetti della Marvel e fu trasmessa dalla NBC.
La particolarità della serie fu l'esclusione del personaggio della Torcia Umana in favore del robottino H.E.R.B.I.E. che lo sostituì per un problema di diritti, poiché il personaggio della Torcia Umana era in mano a Universal Studios per produrre un film mai realizzato.

## Personaggi e doppiatori
| Personaggio                         | Doppiatore originale |
| ----------------------------------- | -------------------- |
| Mister Fantastic / Reed Richards    | Mike Road            |
| Ragazza Invisibile / Susan Richards | Ginny Tyler          |
| Cosa / Ben Grimm                    | Ted Cassidy          |
| H.E.R.B.I.E.                        | Frank Welker         |

## Lista episodi
| n° | Titolo originale                    | Prima TV USA     |
| -- | ----------------------------------- | ---------------- |
| 1  | A Monster Among Us                  | 18 gennaio 1978  |
| 2  | The Menace of Magneto               | 25 gennaio 1978  |
| 3  | The Phantom of Film City            | 1º febbraio 1978 |
| 4  | Medusa and the Inhumans             | 8 febbraio 1978  |
| 5  | The Diamond of Doom                 | 15 febbraio 1978 |
| 6  | The Mole Man                        | 22 febbraio 1978 |
| 7  | The Olympics of Space               | 1º marzo 1978    |
| 8  | The Fantastic Four Meet Doctor Doom | 8 marzo 1978     |
| 9  | The Frightful Four                  | 15 marzo 1978    |
| 10 | Calamity on the Campus              | 22 marzo 1978    |
| 11 | The Impossible Man                  | 29 marzo 1978    |
| 12 | The Final Victory of Doctor Doom    | 5 aprile 1978    |
| 13 | Blastaar, the Living Bomb Burst     | 12 aprile 1978   |